# Франческа
Франче́ска (італ. Francesca) — італійське жіноче ім'я. Чоловіча форма — Франческо.

## Ономастика
Ім'я італ. Francesca походить від середньовічного лат. Francisca, жіночої форми від Franciscus, тобто «француз» (італ. francese), «з Франції» (італ. della Francia). Починаючи з XI століття воно набуло самостійного характеру як особове ім'я. В англійській мові розрізнення імені Френсіс, одне як чоловіче (англ. Francis), а інше як жіноче (англ. Frances), виникло приблизно з XVII століття.
За даними Національного інституту статистики «Франческа» було в Італії шостим найуживанішим жіночим іменем для новонароджених дівчаток у 2004 році і дев'ятим у 2006 році.

## Відомі носії

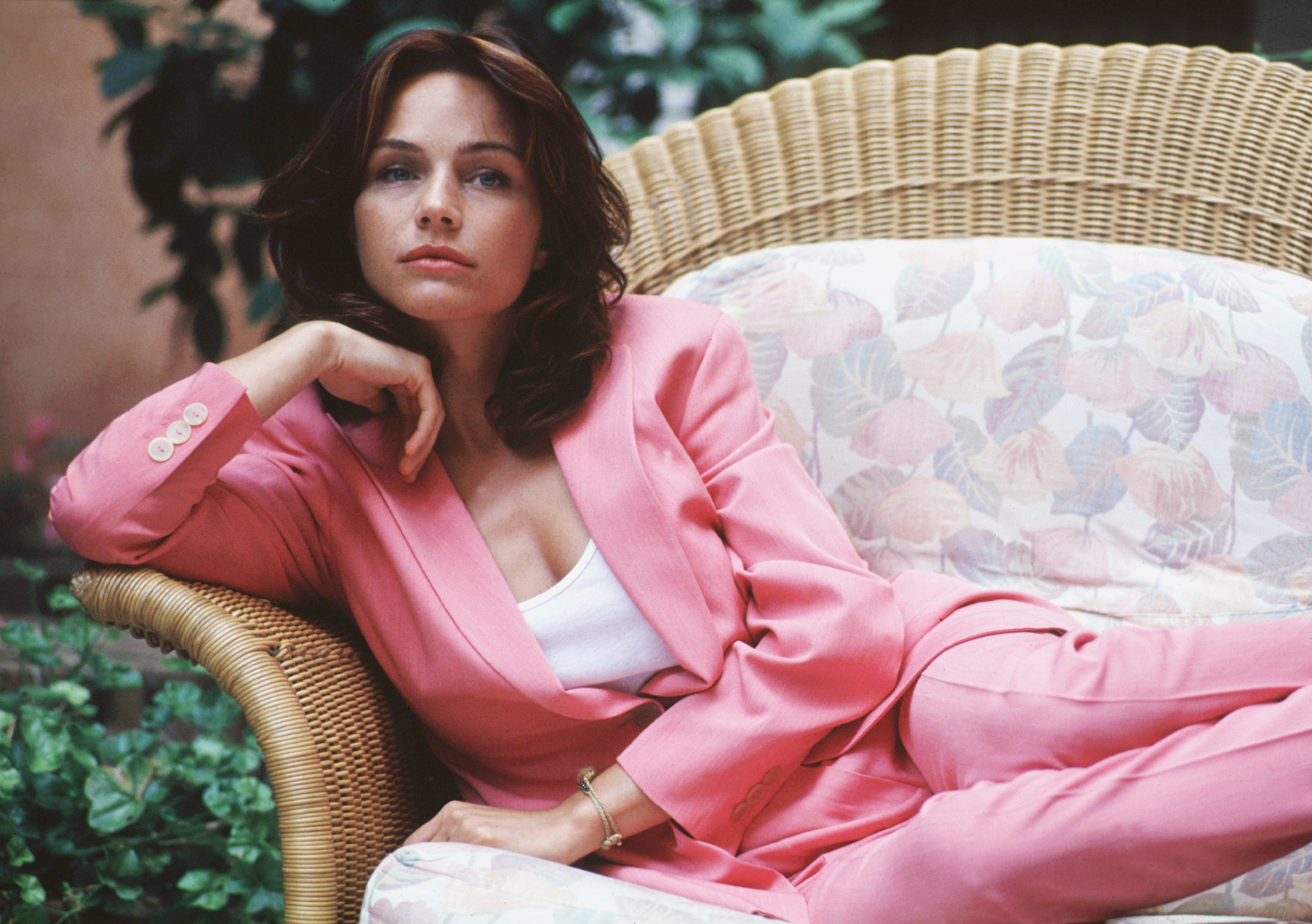
Франческа Нері

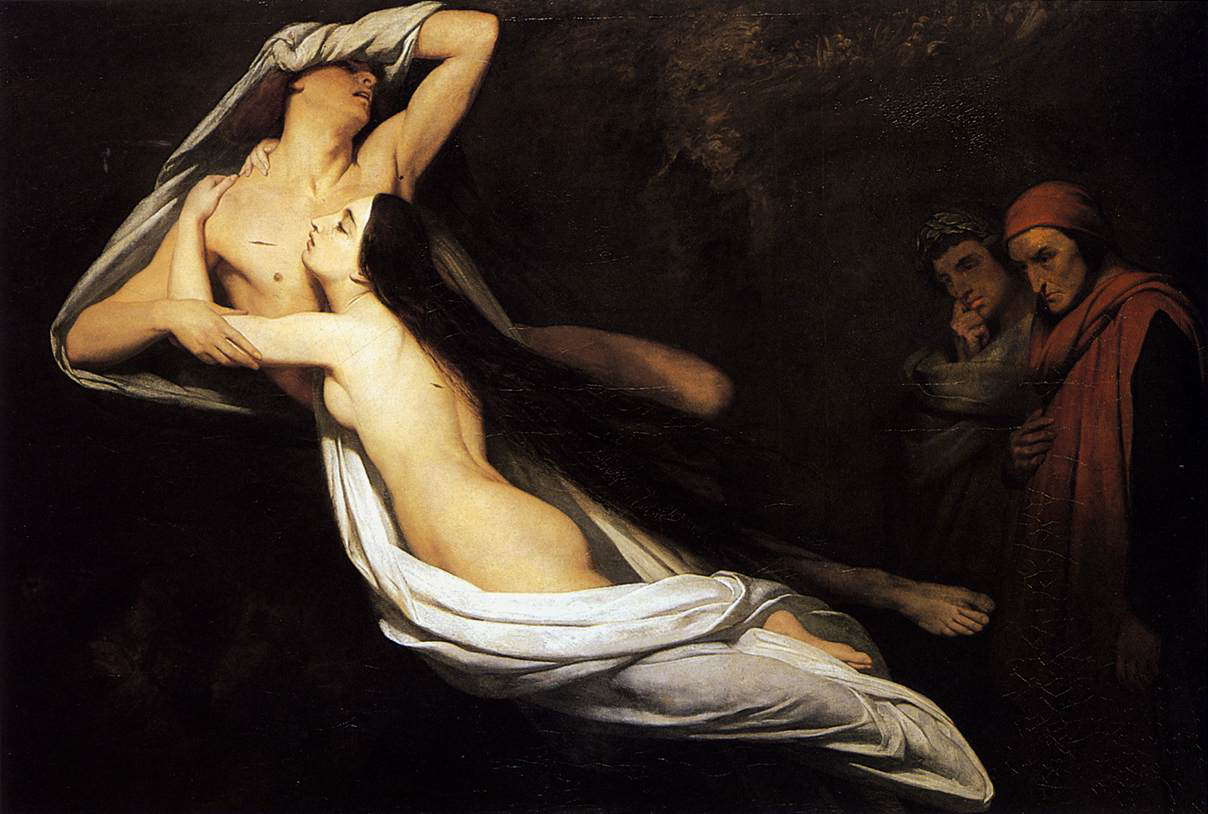
Картина Франческа да Ріміні та Паоло Малатеста з'являються Данте та Вергілію, Арі Шеффер, 1835

- Франческа Бертіні — італійська акторка театру і кіно, зірка німого кіно.
- Франческа Бортолоцці-Борелла — італійська фехтувальниця.
- Франческа Голсолл — британська плавчиня.
- Франческа Деідда — італійська плавчиня.
- Франческа Дзуніно — італійська плавчиня.
- Франческа Лі — американська порноакторка.
- Франческа Ло Ск'яво — італійська художниця кіно, декоратор.
- Франческа Лоллобриджида — італійська ковзанярка.
- Франческа Любіані — італійська тенісистка.
- Франческа Каччіні — італійська композиторка, поетеса, співачка й лютністка.
- Франческа Романа Колуцці — італійська кіноакторка.
- Франческа Конті — італійська ватерполістка.
- Франческа Марчано — італійська акторка та письменниця.
- Франческа Міллс[en] — британська акторка, карлиця.
- Франческа Нері — італійська кіноакторка.
- Франческа Помері — італійська ватерполістка.
- Франческа да Ріміні — знатна італійська дама, яка стала одним з вічних образів в європейській культурі.
- Франческа Реттондіні — італійська акторка та супермодель.
- Франческа Романо — італійська тенісистка.
- Франческа Ск'явоне — італійська тенісистка.
- Франческа Тиссен-Борнеміза — аристократка з дому Габсбурги-Лотаринзьких, колекціонерка творів мистецтва.
- Франческа Фанджо — італійська плавчиня.
- Франческа Френч — британська євангелістська місіонерка.

## Подвійні імена
- Марія-Франческа Бентівольйо — італійська тенісистка.